# Supercoppa italiana 2003 (pallacanestro maschile)
La Supercoppa italiana 2003 fu la 9ª supercoppa italiana di pallacanestro maschile.
Fu vinta dalla Pallacanestro Cantù contro la Benetton Treviso.
Il titolo di MVP dell'incontro è stato assegnato al canturino Nate Johnson.

## Tabellino
| Arbitri: | Giampaolo Cicoria (Milano) Guerrino Cerebuch (Trieste) Massimiliano Filippini (Pisa) |

|                             |            |                                            |
| Edney 19 Nicola 16 Evans 15 | Punti      | 21 Calabria, Johnson 14 Wheeler 12 Bernard |
| Nicola 5                    | Assist     | 4 Wheeler                                  |
| Nicola 5                    | Rimbalzi   | 11 Stonerook                               |
| Ettore Messina              | Allenatori | Stefano Sacripanti                         |

| Quintetto titolare | Quintetto titolare | Quintetto titolare     | Pt   | Rim  | Ass  |
| ------------------ | ------------------ | ---------------------- | ---- | ---- | ---- |
| P                  | 5                  | Tyus Edney             | 19   | 3    | 4    |
| GA                 | 6                  | Maurice Evans          | 15   | 3    | 1    |
| A                  | 7                  | Riccardo Pittis        | 8    | 3    | 1    |
| AG                 | 4                  | Marcelo Nicola         | 16   | 5    | 5    |
| C                  | 8                  | Denis Marconato        | 5    | 4    | 0    |
| Panchina:          |                    |                        |      |      |      |
| P                  | 9                  | Massimo Bulleri        | 8    | 1    | 1    |
| AC                 | 10                 | Uroš Slokar            | 4    | 1    | 0    |
| AC                 | 11                 | Andrea Bargnani        | n.e. | n.e. | n.e. |
| AG                 | 12                 | Guilherme Giovannoni   | 2    | 3    | 1    |
| GA                 | 13                 | Manuchar Mark'oishvili | 0    | 1    | 0    |
| C                  | 14                 | Samuele Podestà        | 0    | 0    | 0    |
| A                  | 15                 | Jorge Garbajosa        | 2    | 4    | 1    |
| Allenatore:        |                    |                        |      |      |      |
| Ettore Messina     |                    |                        |      |      |      |

| Treviso |  | Cantù |

| Treviso       | Statistiche        | Cantù         |
| ------------- | ------------------ | ------------- |
|               | Statistiche        |               |
| 25/46 (54.3%) | Tiro da 2          | 21/40 (52.5%) |
| 6/19 (31.6%)  | Tiro da 3          | 7/16 (43.8%)  |
| 11/18 (61.1%) | Tiri liberi        | 22/27 (81.5%) |
| 8             | Rimbalzi offensivi | 10            |
| 22            | Rimbalzi difensivi | 29            |
| 30            | Rimbalzi totali    | 39            |
| 14            | Assist             | 10            |
| 10            | Palle perse        | 15            |
| 17            | Palle rubate       | 10            |
| 2             | Stoppate           | 1             |
| 24            | Falli              | 23            |

| Quintetto titolare | Quintetto titolare | Quintetto titolare | Pt   | Rim  | Ass  |
| ------------------ | ------------------ | ------------------ | ---- | ---- | ---- |
| P                  | 5                  | Tyson Wheeler      | 14   | 4    | 4    |
| G                  | 17                 | Dante Calabria     | 21   | 5    | 1    |
| AP                 | 8                  | Sam Hines          | 6    | 6    | 0    |
| A                  | 20                 | Shaun Stonerook    | 4    | 11   | 3    |
| C                  | 15                 | Mike Bernard       | 12   | 2    | 0    |
| Panchina:          |                    |                    |      |      |      |
| P                  | 4                  | Mats Levin         | 5    | 2    | 1    |
| AP                 | 7                  | Nate Johnson       | 21   | 5    | 1    |
| P                  | 9                  | Lorenzo Novati     | n.e. | n.e. | n.e. |
| C                  | 11                 | Dan Gay            | 2    | 2    | 0    |
| A                  | 13                 | Vittorio Porta     | n.e. | n.e. | n.e. |
| G                  | 19                 | Patrizio Riva      | n.e. | n.e. | n.e. |
| Allenatore:        |                    |                    |      |      |      |
| Stefano Sacripanti |                    |                    |      |      |      |